# Karl von Gareis

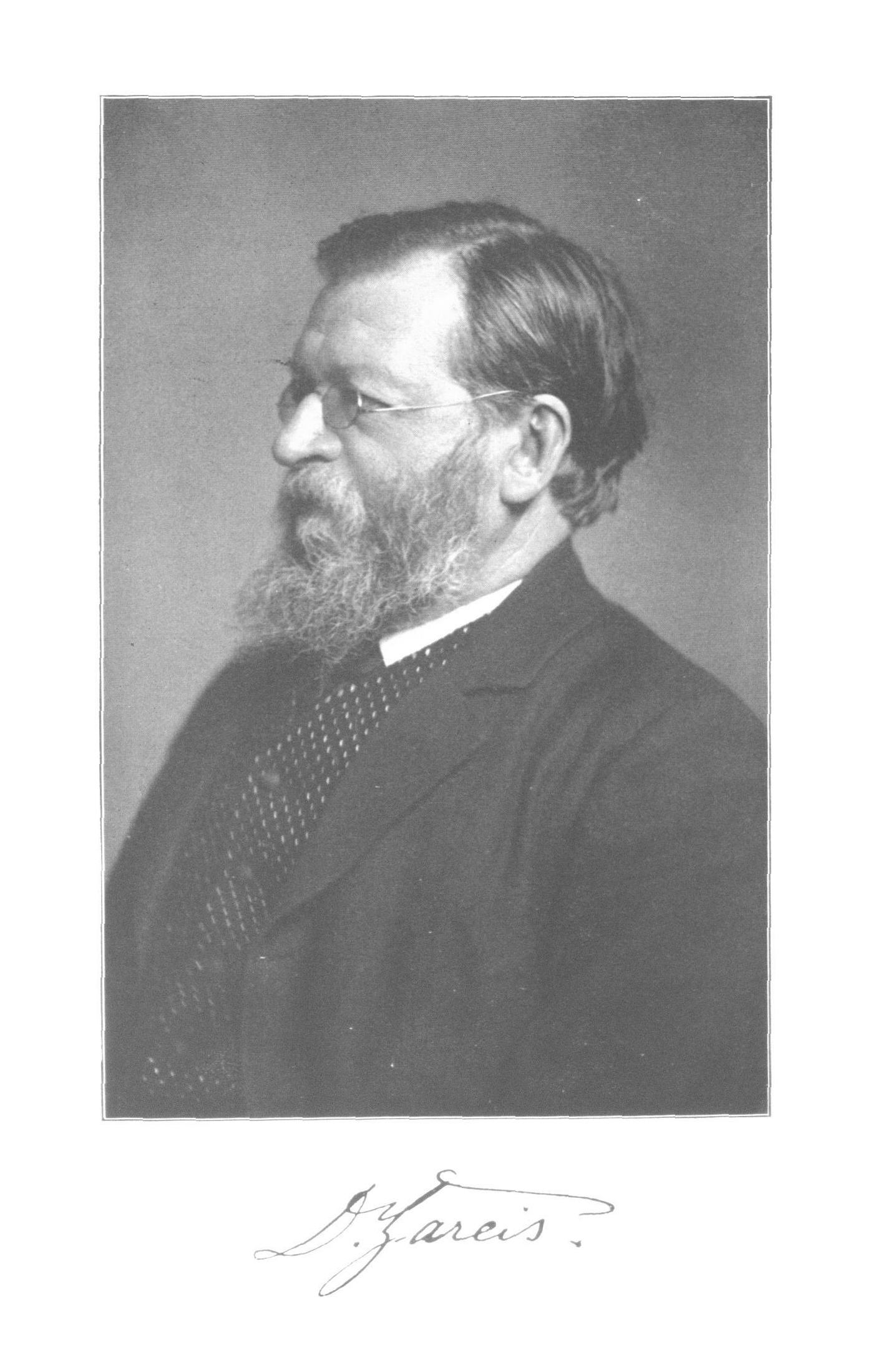
Karl von Gareis

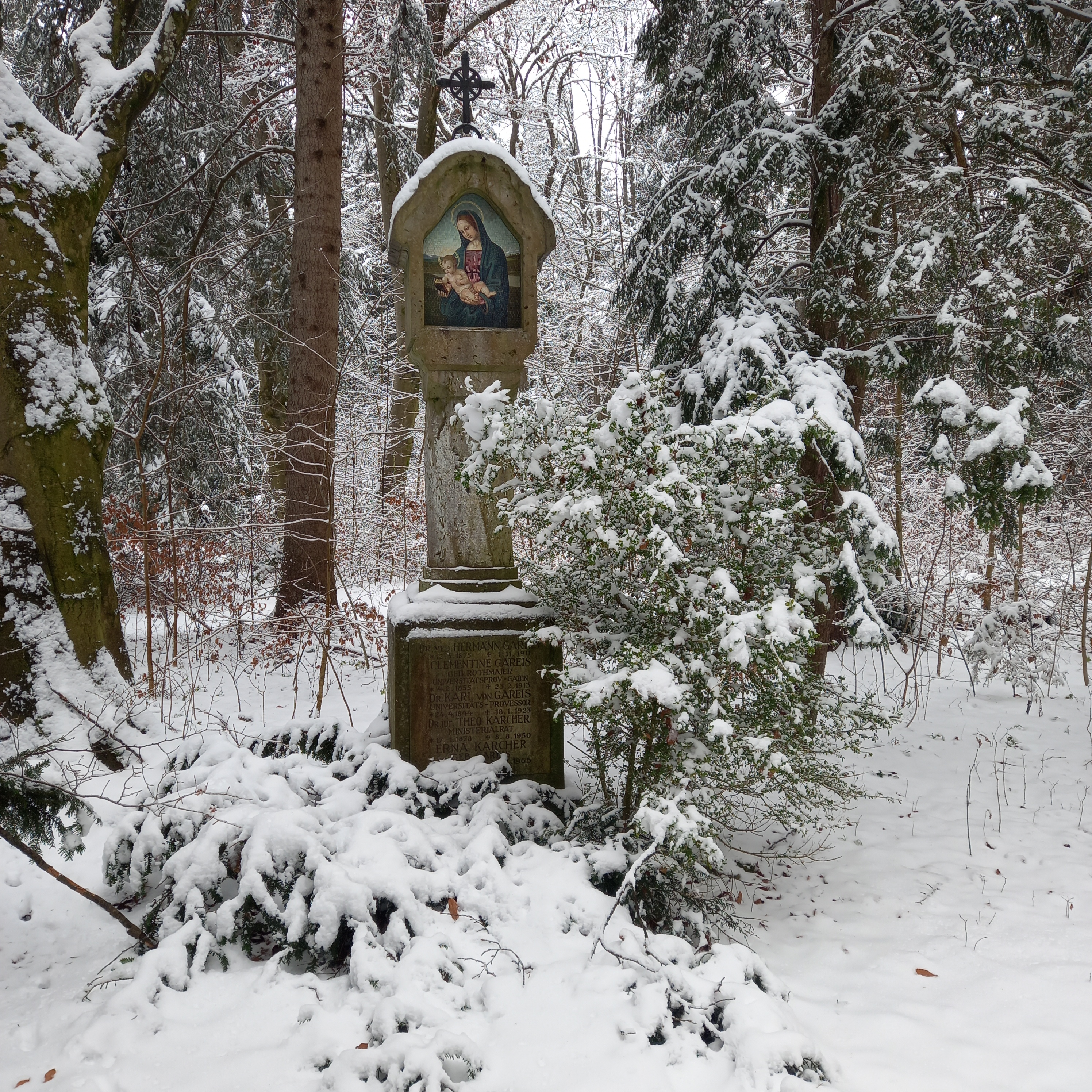
Das Grab von Karl von Gareis und seiner Ehefrau Clementine geborene Rothmaier auf dem Waldfriedhof (München)

Karl Heinrich Franz Gareis, seit 1917 Ritter von Gareis, (* 24. April 1844 in Bamberg; † 15. Januar 1923 in München) war ein deutscher Jurist und Fachautor.

## Leben
Gareis war der Sohn des Wilhelm Gareis (1806–1887), Direktor am Bamberger Appellationsgericht, und der Kunigunde Rothmaier. Er besuchte die Gymnasien in München und Amberg und studierte von 1863 bis 1866 Rechtswissenschaften an den Universitäten München, Heidelberg und Würzburg, wo er 1868 auch promoviert und später habilitiert wurde. 1870 bis 1870 war er Privatdozent in Würzburg. Nachdem er seit 1873 an der Universität Bern als Professor der Rechte mit dem Spezialgebiet Handelsrecht tätig gewesen war, folgte er 1875 einem Ruf an die Universität Gießen. 1884 bis 1888 war er dort Kanzler.
Ab 1888 lehrte er an der Universität Königsberg und ab 1902 in München. 1893/94 war Gareis Prorektor der Albertus-Universität Königsberg, wo er 1893 bis 1894 Rektor war, 1912/13 übernahm er das Rektorat der Ludwig-Maximilians-Universität München, wo er 1902 bis 1917 lehrte. Für sein Wirken wurde er durch König Ludwig III. mit dem Ritterkreuz des Verdienstordens der Bayerischen Krone beliehen. Damit verbunden war die Erhebung in den persönlichen Adelstand und er durfte sich nach der Eintragung in die Adelsmatrikel am 24. September 1917 „Ritter von Gareis“ nennen.
Als Kanzler der Universität Gießen war er 1884 bis 1888 Mitglied der ersten Kammer der Landstände des Großherzogtums Hessen. Am 13. Mai 1884 legte er seinen Abgeordneteneid ab. Am 1. April 1888 schied er als Kanzler und Abgeordneter aus.
Von 1878 bis 1881 war Gareis als Abgeordneter der Nationalliberalen Partei Mitglied des deutschen Reichstags. Gareis verfasste auch Schriften zum Völkerrecht und trug zu einer Rechts-Enzyklopädie bei. Außerdem war Gareis ab 1902 Herausgeber der Zeitschrift Blätter für Rechtsanwendung.

## Carl-Gareis-Preis
Die Rechts- und Wirtschaftswissenschaftliche Fakultät der Universität Bayreuth verleiht seit 2009 den Carl-Gareis-Preis für herausragende Dissertationen auf dem Gebiet der Rechtsgeschichte oder des Rechts des Geistigen Eigentums. Der Preis ist mit 1.000 Euro dotiert.

## Werke

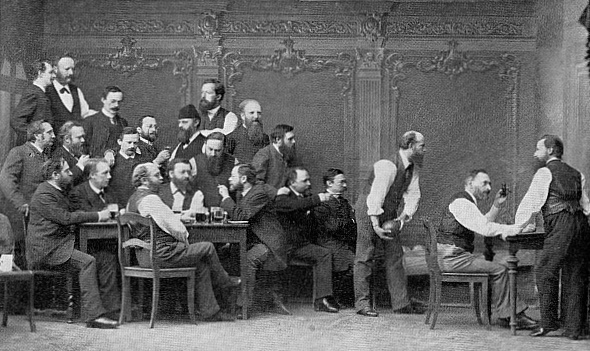
Gareis beim Kegelabend des Vereins für wissenschaftliche Heilkunde

- Die Verträge zu gunsten Dritter. (1873).
- Irrlehren über den Kulturkampf. Berlin 1876.
- Encyclopädie und Methodologie der Rechtswissenschaft. Gießen 1877.
- Grundriss zu Vorlesungen über das deutsche bürgerliche Recht. Gießen 1877.
- Über die Bestrebungen der Sozialdemokratie. Gießen 1877.
- Carl Gareis, Philipp Zorn: Staat und Kirche in der Schweiz. Eine Darstellung des eidgenössischen und kantonalen Kirchenstaatsrechtes mit besonderer Rücksicht auf die neuere Rechtsentwicklung und die heutigen Conflicte zwischen Staat und Kirche. Orell-Füssli, Zürich, Band 1: 1877, Band 2: 1878.
- Das heutige Völkerrecht und der Menschenhandel, eine völkerrechtliche Abhandlung, zugleich Ausgabe des deutschen Textes der Verträge vom 20. Dezember 1841 und 29. März 1879. Heymann, Berlin 1879.
- Das deutsche Handelsrecht. (1880)
- Allgemeines Staatsrecht. In: Handbuch des öffentlichen Rechts. 1883.
- Der Sklavenhandel, das Völkerrecht und das deutsche Recht. Berlin 1884.
- Deutsches Kolonialrecht. Berlin 1884.
- Institutionen des Völkerrechts. Ein kurzgefasstes Lehrbuch, Gießen 1884, 2. Auflage 1901.
- Die Creationstheorie. Preisschrift, Würzburg 1888.
- Vom Begriff Gerechtigkeit. Töpelmann, Gießen 1907.
- Das Recht am menschlichen Körper. (1900).
- Moderne Bewegungen in der Wissenschaft des deutschen Privatrechts. Rede, München 1912.